# 26.ª Divisão (Japão)
A 26ª Divisão foi uma divisão de infantaria do Império do Japão que serviu durante a Segunda Guerra Mundial. A divisão foi formada no mês de setembro de 1937 em Nagoya, sendo destruída em Leyte no mês de agosto de 1945.

## Comandantes
| Comandante                      | Data                                          |
| ------------------------------- | --------------------------------------------- |
| General Jun Ushiroku            | 5 de outubro de 1937 - 1 de agosto de 1939    |
| Lt. General Shigenori Kuroda    | 1 de agosto de 1939 - 30 de junho de 1941     |
| Lt. General Otosaburo Yano      | 30 de junho de 1941 - 1 de abril de 1942      |
| Lt. General Kaneshiro Shibayama | 1 de abril de 1942 - 8 de abril de 1943       |
| Lt. General Fumio Saeki         | 8 de abril de 1943 - 18 de julho de 1944      |
| Lt. General Kurihana Yamagata   | 18 de julho de 1944 - 15 de fevereiro de 1945 |
| Maj. General Takeo Kurusu       | 15 de fevereiro de 1945 - 17 de julho de 1945 |

## Subordinação
- Grupo de Exércitos Kwantung - 30 de setembro de 1937
- Guarnição de Exército Mongolia - 4 de janeiro de 1938
- reserva de julho de 1944
- 14º Exército de Campo - de outubro de 1944
- 35º Exército - novembro de 1944

## Ordem da Batalha
- 26. Grupo de Infantaria (desmobilizado no dia 18 de março de 1943)
- 11. Regimento de Infantaria Independente
- 12. Regimento de Infantaria Independente
- 13. Regimento de Infantaria Independente
- 26. Unidade de Reconhecimento
- 11. Regimento de Artilharia de Campo Independente
- 26. Regimento de Engenharia
- 26. Regimento de Transporte
- Unidade de comunicação